# Rivierduintjes

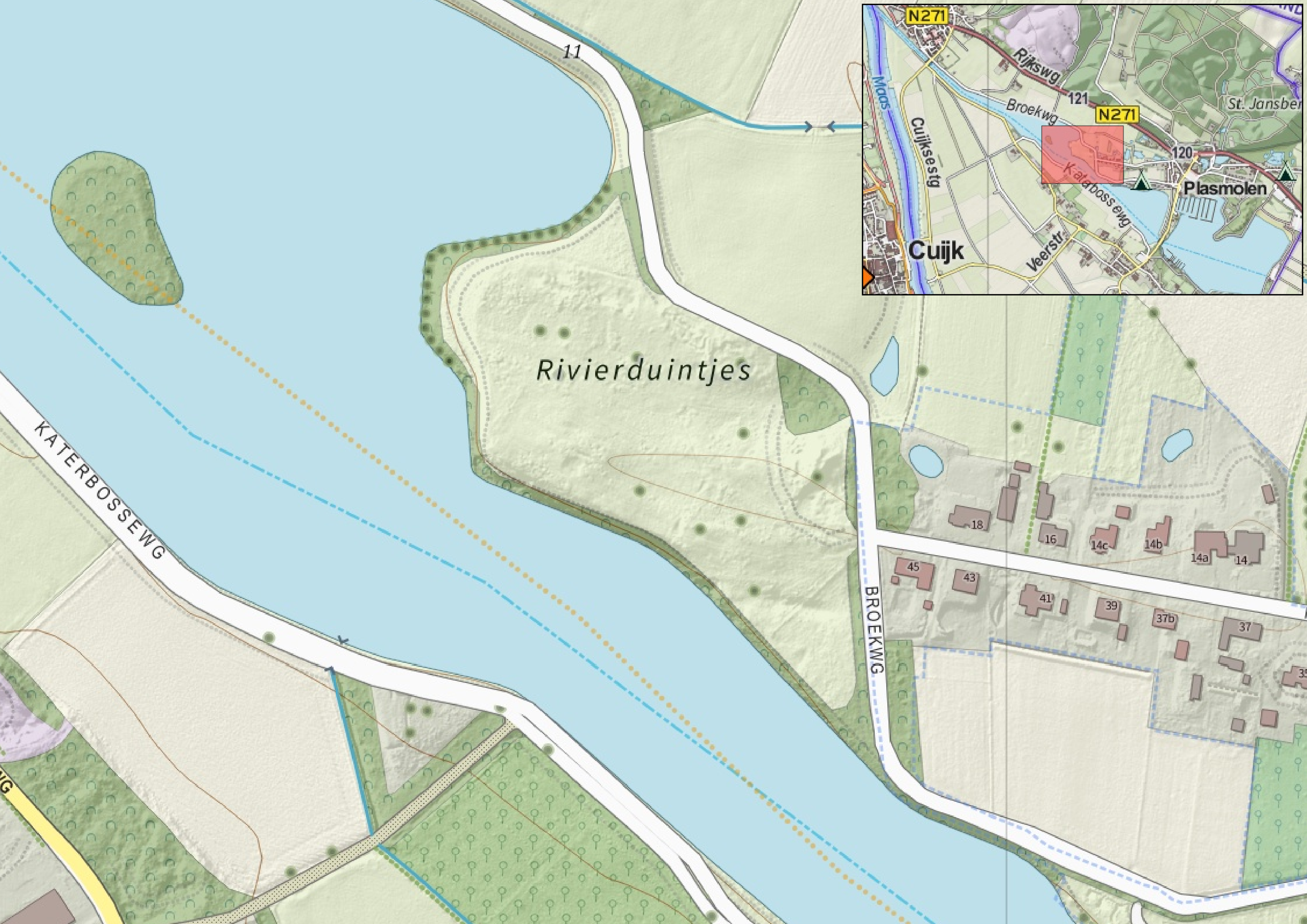
Topografische kaart Rivierduintjes

Rivierduintjes is een natuurgebiedje van circa 3 ha, gelegen ten westen van Plasmolen aan de Mookerplas. Het is eigendom van Natuurmonumenten.
Dit gebied omvat een van de weinige aaneengesloten rijen rivierduinen die nog in Nederland te vinden zijn. Het betreft droge, licht kalkhoudende zandgronden.
Er zijn nog meidoornhagen, solitaire eiken en wilgen en elzen langs de waterkant. Tot de plantensoorten behoren kleine bevernel, slangenlook, zandzegge en stalkruid. Er is ook heidevegetatie aanwezig. Het microklimaat is gunstig voor vlinders en sprinkhanen.
Het gebied is voor wandelaars toegankelijk langs een gemarkeerde route.